# World Marathon Majors 2011/12
Die sechste Serie der World Marathon Majors (offizieller Sponsorenname: AbbottWMM Series VI) startete am 18. April 2011 und endete am 4. November 2012.

## Wertung
In die Wertung dieses Laufcups gingen zwölf Rennen ein: jeweils der Boston-, der London-, der Berlin-, der Chicago- und der New-York-City-Marathon in den Jahren 2011 und 2012 sowie der Marathon der Leichtathletik-Weltmeisterschaften 2011 in Daegu und der Olympischen Sommerspiele 2012 in London.
Der New-York-City-Marathon 2012 wurde aufgrund der Folgen des Hurrikans Sandy abgesagt.
Punkte wurden wie folgt vergeben, wobei bei jedem Läufer maximal vier Ergebnisse gewertet wurden:
- 25 für einen Sieg
- 15 für einen zweiten Platz
- 10 für einen dritten Platz
- 5 für einen vierten Platz
- 1 für einen fünften Platz

Bei den Männern setzte sich Geoffrey Kiprono Mutai durch und bei den Frauen gewann Mary Jepkosgei Keitany. Beide erhielten ein Preisgeld von 500.000 $.

## Endstand

### Männer
| Platz | Athlet                           | Punkte | Platzierungen | Platzierungen | Platzierungen | Platzierungen | Platzierungen | Platzierungen | Platzierungen | Platzierungen | Platzierungen | Platzierungen | Platzierungen | Platzierungen |
| Platz | Athlet                           | Punkte | Lo11          | Bo11          | WM11          | Be11          | Ch11          | NY11          | Bo12          | Lo12          | OL12          | Be12          | Ch12          | NY12          |
| ----- | -------------------------------- | ------ | ------------- | ------------- | ------------- | ------------- | ------------- | ------------- | ------------- | ------------- | ------------- | ------------- | ------------- | ------------- |
| 01    | Geoffrey Kiprono Mutai (KEN)     | 75     | 1             |               |               |               |               | 1             |               |               |               | 1             |               |               |
| 02    | Tsegay Kebede (ETH)              | 46     | 5             |               |               |               |               | 3             |               | 3             |               |               | 1             |               |
| 03    | Wesley Korir (KEN)               | 41     |               |               |               |               | 2             |               | 1             |               |               |               | 5             |               |
| 04    | Moses Cheruiyot Mosop (KEN)      | 40     |               | 2             |               |               | 1             |               |               |               |               |               |               |               |
| 04    | Emmanuel Kipchirchir Mutai (KEN) | 40     | 1             |               |               |               |               | 2             |               |               |               |               |               |               |
| 04    | Abel Kirui (KEN)                 | 40     |               |               | 1             |               |               |               |               |               | 2             |               |               |               |
| 07    | Patrick Makau Musyoki (KEN)      | 35     | 1             |               |               | 3             |               |               |               |               |               |               |               |               |
| 08    | Wilson Kipsang (KEN)             | 35     |               |               |               |               |               |               |               | 1             | 3             |               |               |               |
| 09    | Martin Kiptoo Lel (KEN)          | 30     | 2             |               |               |               |               |               |               | 2             |               |               |               |               |
| 10    | Stephen Kiprotich (UGA)          | 25     |               |               |               |               |               |               |               |               | 1             |               |               |               |
| 10    | Feyisa Lilesa (ETH)              | 25     |               |               | 3             |               |               |               |               |               |               |               | 2             |               |

### Frauen
| Platz | Athletin                        | Punkte | Platzierungen | Platzierungen | Platzierungen | Platzierungen | Platzierungen | Platzierungen | Platzierungen | Platzierungen | Platzierungen | Platzierungen | Platzierungen | Platzierungen |
| Platz | Athletin                        | Punkte | Lo11          | Bo11          | WM11          | Be11          | Ch11          | NY11          | Bo12          | Lo12          | OL12          | Be12          | Ch12          | NY12          |
| ----- | ------------------------------- | ------ | ------------- | ------------- | ------------- | ------------- | ------------- | ------------- | ------------- | ------------- | ------------- | ------------- | ------------- | ------------- |
| 01    | Mary Jepkosgei Keitany (KEN)    | 65     | 1             |               |               |               |               | 3             |               | 1             | 4             |               |               |               |
| 02    | Edna Ngeringwony Kiplagat (KEN) | 50     | 3             |               | 1             |               |               |               |               | 3             |               |               |               |               |
| 03    | Lilija Schobuchowa (RUS)        | 45     | 2             |               |               |               | 1             |               |               |               |               |               | 4             |               |
| 03    | Sharon Jemutai Cherop (KEN)     | 45     |               | 3             | 3             |               |               |               | 1             |               |               |               |               |               |
| 05    | Priscah Jeptoo (KEN)            | 40     |               |               | 2             |               |               |               |               | 3             | 2             |               |               |               |
| 06    | Florence Jebet Kiplagat (KEN)   | 30     |               |               |               | 1             |               |               |               | 4             |               |               |               |               |
| 06    | Firehiwot Dado (ETH)            | 30     |               |               |               |               |               | 1             | 4             |               |               |               |               |               |
| 08    | Atsede Baysa (ETH)              | 26     | 5             |               |               |               |               |               |               |               |               |               | 1             |               |
| 09    | Aberu Kebede (ETH)              | 25     |               |               |               |               |               |               |               |               |               | 1             |               |               |
| 09    | Caroline Cheptanui Kilel (KEN)  | 25     |               | 1             |               |               |               |               |               |               |               |               |               |               |
| 09    | Tiki Gelana (ETH)               | 25     |               |               |               |               |               |               |               |               | 1             |               |               |               |